# Hochdorf (fornminne)
Hochdorf är en järnåldersgrav påträffad i ortsdelen Hochdorf i kommunen Eberdingen i Baden-Württemberg, Tyskland. 1978 och 1979 grävdes den oplundrade och rika furstegraven ut. Graven härstammar från slutet av Hallstattkulturen. Nästan alla gravar i närheten av Stuttgart har plundrats i nutid eller förr, men inte Hochdorf. Hochdorf upptäcktes av en amatörarkeolog år 1977.